# Fantasy Strike
Fantasy Strike es un videojuego de peleas free-to-play desarrollado y distribuido por Sirlin Games. Se centra en batallas uno a uno que requieren reflejos rápidos. El juego fue lanzado el 25 de julio de 2019 para Linux, macOS, Microsoft Windows, Nintendo Switch y PlayStation 4.

## Jugabilidad
Fantasy Strike está diseñado para reducir la complejidad innecesaria en comparación con juegos de pelea tradicionales, destinando botones a cada acción, incluyendo golpes cuerpo a cuerpo, el salto/agarre, ataques especiales, y un superataque. Cada jugador escoge a un personaje para jugar, los cuales serán colocados en una arena. Al realizar varios ataques únicos de su personaje, cada jugador intentará reducir la barra de salud de su oponente a cero para ganar una ronda. Aquel que gane cuatro de siete rondas primero ganará la pelea. Además de atacar, los jugadores pueden bloquear los ataques del adversario y romper las guardias a través de los agarres. Una característica única de Fantasy Strike es el «yomi counter», el cual puede ser realizado al no presionar ningún botón. Cuando se hace un yomi, si el jugador es agarrado por el oponente, no recibirá daño y, en su lugar, hará un contra agarre, revirtiendo la situación.
El juego dispone de varios modos. El modo de un jugador enfrenta al jugador a una serie de adversarios controlados por la IA con diferentes modos, agregándole un giro diferente a la fórmula. El modo arcade expande la historia a través de dibujos y diálogos, al igual que una versión más poderosa del personaje Midori, que funciona como un desafío final. El modo supervivencia ofrece un flujo de oponentes que se tornan progresivamente más fuertes. El desafío diario es parecido a supervivencia, pero solo puede ser jugado una vez al día y compara el puntaje entre jugadores. Partida simple permite seleccionar a cualquier oponente y dificultad para una pelea estándar. El modo carrera de jefes, agregado luego del lanzamiento completo del juego, permite al jugador recolectar y utilizar potenciadores, pero introduce oponentes especiales que también poseen potenciadores, y se volverán más poderosos luego de cada batalla.
El multijugador permite partidas entre jugadores, tanto local como en línea. El último ofrece emparejamiento automático para una cola casual y otra clasificada, o desafiar directamente a un oponente específico a través de partidas con amigos. Los jugadores pueden elegir jugar batallas estándar o por equipos. Estándar se refiere al modo clásico, donde cada jugador escoge a un personaje para jugar un mejor de siete. Batalla por equipos requiere que cada jugador escoja tres personajes. Luego, el juego elegirá al azar a un personaje de cada equipo de los jugadores, y los personajes deberán jugar un mejor de cinco. El jugador ganador quitará a su personaje de su grupo. Este proceso se repetirá hasta que un jugador se quede sin personajes en su grupo, lo que significa que habrá ganado con todos sus personajes y será declarado el ganador. Batalla por equipos es utilizado en partidas clasificadas y es el modo propuesto para los torneos, ya que está diseñado para aliviar el problema de que un jugador elija un personaje que contrarreste a otro.
Además de modos de un jugador y multijugador, existe un tutorial, una sección de aprendizaje y un modo entrenamiento. El tutorial le enseña a los jugadores nuevos cómo jugar el juego en general, mientras que la sección de aprendizaje contiene videos destacados de los personajes, que profundizan en lo que hay que hacer con cada personaje individual. El modo entrenamiento permite al jugador experimentar y practicar con un personaje, además de averiguar la frame data en tiempo real.

## Jugadores en línea
De acuerdo con el sitio rastreador de actividad SteamCharts, Fantasy Strike ha alcanzado un pico de jugadores en verano de 2020 durante la pandemia del COVID-19. La cantidad de jugadores ha disminuido constantemente desde entonces. Hoy en día, es reconocida como una de muchas comunidades en línea de juegos de pelea pequeñas pero dedicadas.

## Trama
El juego está ambientado en el mundo del mismo nombre, Fantasy Strike, un mundo presente en otros juegos hechos por Sirlin Games. En la historia, Rook organiza un torneo de artes marciales para reunir a los luchadores más poderosos de la tierra.

## Personajes
El juego dispone de doce personajes jugables diferentes, categorizados en cuatro grupos distintos: zoner, rushdown, grappler y wildcard.
Zoners: estos personajes son buenos abrumando a sus oponentes con proyectiles y ataques especiales múltiples.
- Grave: personaje al estilo de Ryu.
- Jaina: una zoner tradicional que ataca con fuego, inspirada en Sagat de la serie Street Fighter.
- Argagarg: personaje al estilo de Dhalsim y F.A.N.G.
- Geiger: una variación del personaje de tipo carga, basado en Guile de Street Fighter.

Rushdown: ideales para abrumar al oponente de cerca. Tienen combos dañinos, pero suelen tener poca salud y daño.
- Valerie: un personaje rushdown de largo alcance, posiblemente inspirada en Millia Rage de Guilty Gear.
- Setsuki: una ninja de corto alcance con muchos comandos de agarre. Basada en Ibuki de Street Fighter.

Grapplers: poseen el mismo objetivo que los rushdowns, pero son lentos, grandes, hacen más daño y tienen más salud, por lo que sobreviven más, pero les cuesta trabajo acercarse. En Fantasy Strike, los personajes no pueden recibir un comando de agarre si se encuentran en el aire.
- Midori: un personaje de postura con una forma de dragón. Posee un parry que le otorga un comando de agarre y lo ayuda a rellenar su medidor. Deberá leer bien a su adversario y posicionarse adecuadamente para poder destacar. Probablemente basado en Gen y E. Honda, ambos de Street Fighter.
- Rook: un gólem de piedra con herramientas para acercarse y hacer daño; similar a otros grapplers como Zangief de Street Fighter.

Wild Card: estos personajes poseen trucos y se las arreglan para mantenerse balanceados, con ciertas temáticas para su diseño de personaje y movimientos. Por ejemplo, Quince es un político, por lo que utiliza ilusiones y engaña al oponente para su propio beneficio.
- Lum: un personaje que utiliza ataques especiales aleatorios para presionar a su oponente. Inspirado en Faust de Guilty Gear.
- Onimaru: un personaje con espada que se destaca por forzar al enemigo a bloquear, y utiliza ataques grandes para distanciarse del adversario.
- Quince: un político que confunde al adversario con ''mixups'', 50-50s, ''cross-ups'' y ataques especiales. Tiene un gran potencial de combos, pero no es del todo un rushdown debido a su falta de velocidad, combos reales y por su dependencia de la imprevisibilidad.
- DeGrey: un personaje que aprovecha los errores del adversario y tiende trampas. Posee propiedades especiales al acertar counters. Es impredecible y utiliza set ups. Inspirado en Slayer de Guilty Gear.

## Recepción
Fantasy Strike recibió reseñas «generalmente favorables» de acuerdo con el sitio agregador de reseñas Metacritic.
Muchos analistas elogiaron la accesibilidad del juego por virtud de la facilidad relativa de ejecución, todavía reteniendo la profundidad que hace que los juegos de pelea sean difíciles de dominar y divertidos. Farrel de PC Invasion declaró que «el juego está puramente basado en la habilidad, como cualquier buen juego de peleas». Hubo un poco de preocupación con respecto a su naturaleza simplista y movimientos limitados. Con diez personajes en su lanzamiento algunos señalaron que el elenco de Fantasy Strike era relativamente pequeño. En contraste, otros señalaron cómo esos pocos personajes eran muy distintos y ofrecían experiencias únicas. La accesibilidad del juego también fue citada como una fortaleza.
Martínez de Gaming Illustrated escribió que «utilizar tanto videos como tutoriales te ayudan a profundizar tu comprensión del juego de bajo y alto nivel, y sus mecánicas subyacentes». Además, los analistas comentaron cómo los gráficos nítidos y varias pistas visuales en la interfaz (como los movimientos con colores y el texto que dice «saltable») incrementaron la claridad. Los analistas también estuvieron de acuerdo con que su código de red basado en rollback proporcionó una experiencia en línea sólida.
Los críticos se encuentran divididos por el estilo visual del juego. PC Invasion, entre otros, afirma que «los gráficos y la estética son en gran parte insulsos», atribuyendo al juego un estilo típico que no es lo suficientemente distinto para diferenciarse del resto. Por otro lado, algunos destacaron al juego como algo placentero de ver.
Los críticos también han expresado su descontento con algunos de los modos de un jugador. Jones de Heavy dijo que «aunque existan muchos modos para mostrar aquí, no todos son robustos ni valen la pena volver a jugarlos». O'Reilly de Nintendo Life se quejó de que «el modo arcade es un poco escaso». En contraste, el modo carrera de jefes fue citado como un elemento destacado.